# Hornbækbanen
Hornbækbanen, även Helsingør-Hornbæk-Gilleleje Banen, är en järnvägslinje på norra Själland i Danmark. Järnvägen går mellan Helsingör och Gilleleje via Hornbæk och tågen drivs av Lokaltog. Man kör 2008 med dieselmotorvagnar av typ LINT 41. Banan går bitvis i gatuspår i Helsingör (i reserverad fil).

## Bildgalleri

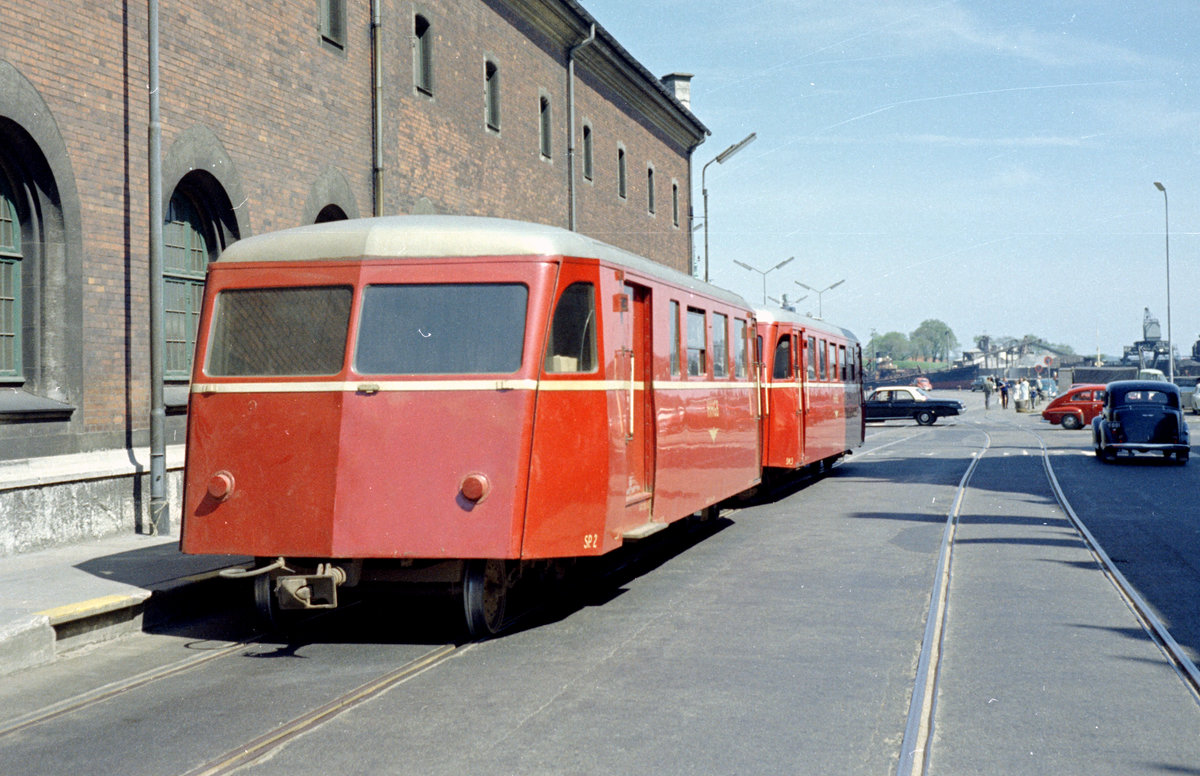
Motorvagn typ Sp2 med släpvagn typ Sm, 1969
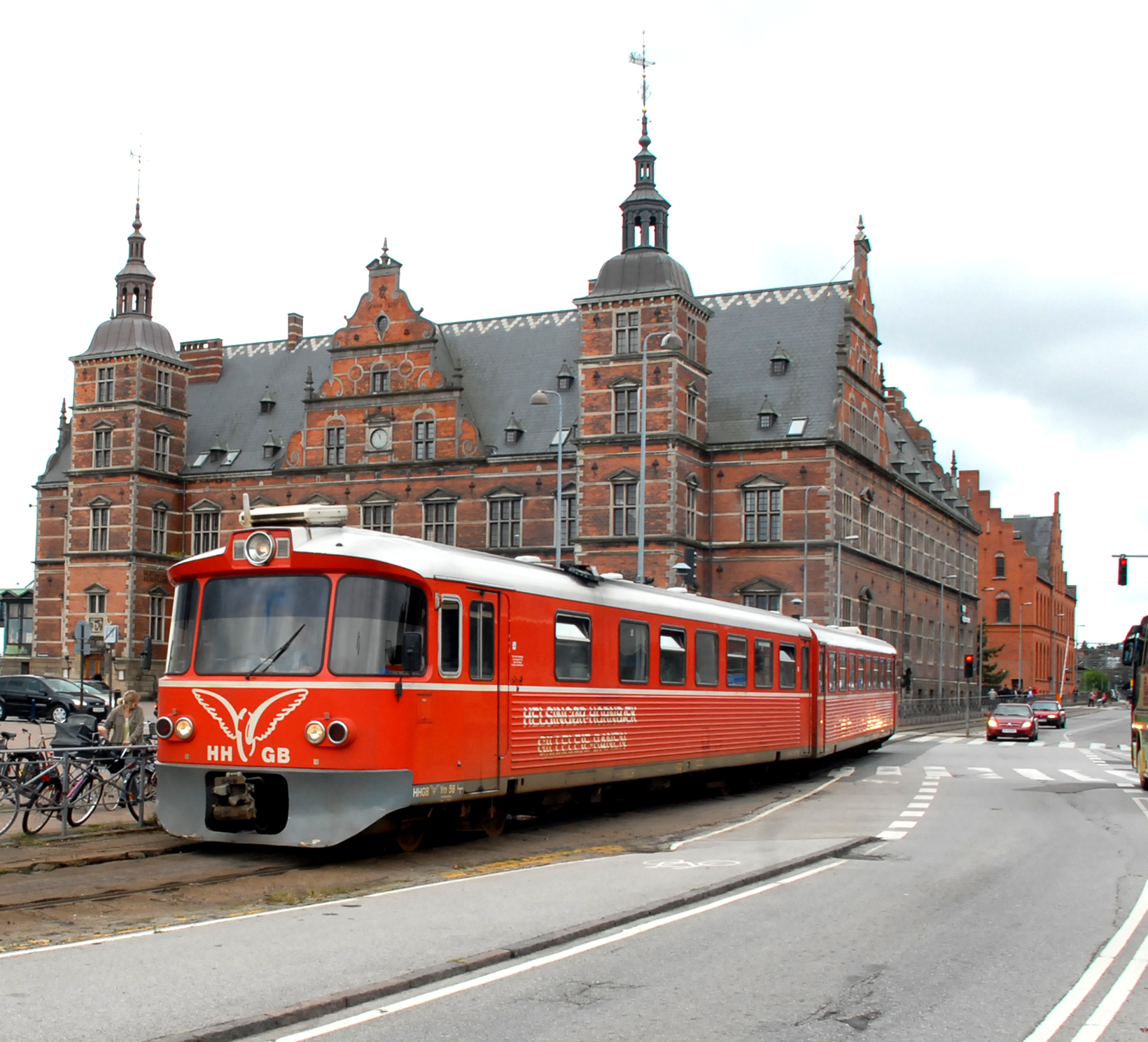
Tågekipage av typ Lynette (Y-tog), 2007